# Ramphotyphlops supranasalis
Ramphotyphlops supranasalis este o specie de șerpi din genul Ramphotyphlops, familia Typhlopidae, descrisă de Brongersma 1934. Conform Catalogue of Life specia Ramphotyphlops supranasalis nu are subspecii cunoscute.